# WBSゴールデンナイター
WBSゴールデンナイター（ダブリュービーエスゴールデンナイター）は、和歌山放送で放送されるプロ野球中継。

## 概要
金曜にNRNナイター（キー局：ニッポン放送）をネットして放送する番組。
他地方のNRNクロスネット局と同様に、読売ジャイアンツ戦中心の編成となっており、同じ近畿圏の在阪AM局（ABCラジオ・MBSラジオ）の阪神タイガース戦中心の編成とは異なる。このため、これらの局と中継カードが重なることは少ない。和歌山県内で聴取できるラジオ局としては、海を挟んだ隣の徳島県にある四国放送の『JRTゴールデンナイター』とは中継カードが全く同一になる。また、ABCやMBSが制作を担当するゲームをネットすることもある（後述）。
2009年までは、火・土・日曜にJRNナイター（キー局：TBSラジオ）を編成。2010年に土・日曜が、2018年から火曜の放送がなくなったため、NRNのみの3日間の編成に縮小、2023年をもって水・木曜の放送を終了した。火・土・日曜の後番組には、TBSラジオ制作の定時番組を編成（土・日は、後に独自編成に移行）。
基本的に春編成最終日（9月最終週もしくは10月第1週）をもって放送を終了する。そのため、日本シリーズやクライマックスシリーズは、中継しない。いずれの期間とも、ニッポン放送制作のナイターオフ期の番組を、同局からの裏送りで放送する。
南海電気鉄道がWBSの筆頭株主であることと、同電鉄沿線の大阪湾・泉州地区などで受信できる環境にあることから、南海電鉄が親会社の南海ホークスホームゲーム（主として日曜日のデーゲーム）を中心に、南海グループ単独協賛で自社製作・放送していたことがある。また、応援番組『ガッツ!!ホークス』があった。

## 放送時間
- 金曜 18:30 - 21:00（最大延長22:00まで）
  - 延長する場合は『ミュージックスケッチ』（フィラー番組）の開始時間を遅らせて対応。
  - 2010年頃までは、延長制限なしで試合終了まで中継していた。その後、最大延長が21:50に制限され、2016年度からは、『スポーツ伝説』（ニッポン放送制作）のネット打ち切りに伴い、最大延長が22:00まで拡大された。
  - 21時台に自社制作の単発番組が放送される場合は、最大延長に更なる制限が掛かる。『県議会ダイジェスト』（和歌山県議会定例会期間中、随時放送）放送時は21:30[3]までとなるが、21時台が全編単発番組となる場合は、延長なしの21:00で中継を打ち切る。
  - 中継を途中で打ち切る際は、2017年シーズンまでは、お断りのアナウンス等は一切なく、所定の時刻になると直ちに中継音声を遮断しCMに入った。2018年シーズンからは、平井理弘（和歌山放送アナウンサー）による事前収録の音源で、中継を終了する旨のアナウンスを流してCMに入る。
  - 日曜日に中継を行っていた時代は、和歌山県内の各市町村で大規模な選挙が行われる場合、開票速報のためにナイター中継を途中で打ち切ることがあった。
  - 2024年度からは水・木曜日のナイター中継が廃止となり、当該時間帯は野球中継に関係ない音楽などの番組に変更される。

## 解説者
- 島本講平

## テーマソング
下記は過去に使用していた曲で、2017年現在は別の曲を使用。
- 行進曲・士官候補生（ジョン・フィリップ・スーザ作曲）